# Neo soul
Neo soul é um gênero de música popular. O termo foi criado pelo empresário da indústria da música, Kedar Massenburg, no final dos anos 90, para comercializar e descrever um estilo de música que surgiu do soul e do R&B contemporâneo.
Altamente baseado na soul music, o neo soul se distingue por um som menos convencional do que o R&B contemporâneo com elementos incorporados que variam de jazz, funk, hip hop e eletrônica a pop, fusão e música africana. Foi notado pelos escritores de música por suas influências tradicionais de R&B, letras conscientes e forte presença feminina.
O neo soul se desenvolveu durante a década de 1980 e o início da década de 90, nos Estados Unidos e no Reino Unido, como um movimento de reavivamento do soul. Ganhou sucesso no mainstream durante os anos 90, com os avanços comerciais e críticos de vários artistas, incluindo D'Angelo, Erykah Badu, Lauryn Hill e Maxwell. A música deles era comercializada como uma alternativa ao R&B abordado digitalmente pelo produtor.
Desde sua popularidade no mainstream inicial e impacto no som do R&B contemporâneo, o neo soul foi expandido e diversificado musicalmente através das obras de artistas americanos e internacionais. Sua presença dominante declinou durante os anos 2000, embora os artistas mais novos tenham surgido através de meios mais independentes de divulgar suas músicas. Segundo o jornalista musical Mark Anthony Neal, "o neo-soul e suas várias encarnações ajudaram a redefinir os limites e contornos do pop".

## Etimologia
Como termo, o neo soul foi criado por Kedar Massenburg, da Motown Records, no final dos anos 90, como uma categoria de marketing após as descobertas comerciais de artistas como D'Angelo, Erykah Badu, Lauryn Hill e Maxwell. O sucesso do álbum de estreia de D'Angelo, Brown Sugar em 1995 foi considerado por vários escritores e críticos de música como inspiração por trás da origem do termo. Enquanto alguns artistas ignoraram o rótulo, outros receberam a designação com controvérsia, porque pode parecer artificial para o público da música e implica que a soul music terminou em algum momento. Em uma entrevista para a Billboard em 2002, Massenburg disse que as classificações de gênero geralmente são impopulares porque podem sugerir uma tendência de curta duração. No entanto, embora ele tenha dito que o neo soul ainda é essencialmente soul music, Massenburg sentiu que era necessário comercializar artistas do gênero para que os ouvintes entendessem o que estavam comprando.
Em um artigo de 2010 para o PopMatters, o escritor musical Tyler Lewis disse que o neo soul foi recebido com muita controvérsia: "Dada a maneira como a música negra é nomeada por (geralmente) pessoas de fora desde o blues, a reação ao nome por artistas que ostensivamente encaixar na categoria 'neo-soul' representa um exemplo maravilhoso de autodeterminação negra em um setor que ainda é desafiadoramente ligado a definições e imagens restritas de negros." Jason Anderson, da CBC News, compara a etimologia do neo-soul ao do new wave e comenta: "Por mais imperfeito que seja o termo, o neo-soul ainda é uma etiqueta eficaz para descrever a mistura de modernidade chique e tradição consagrada pelo tempo que distinguiu os melhores exemplos do gênero, tentou olhar para trás e para frente, agindo na crença de que um continuum poderia existir."

## Características e Opinião da Crítica
Apesar de alguma ambivalência dos artistas, o termo recebeu amplo uso de críticos e escritores musicais que escreveram sobre artistas e álbuns associados ao estilo musical. O professor de estudos afro-americano Mark Anthony Neal descreveu o neo soul como "tudo, desde o R&B de vanguarda ao soul orgânico ... um produto da tentativa de desenvolver algo fora da norma em R&B"[carece de fontes?] De acordo com os compositores, as obras do gênero são principalmente orientadas a álbuns e distinguidas por sua musicalidade e produção, incorporando elementos "orgânicos" da soul music clássica com o uso de instrumentação ao vivo, em contraste com o orientado ao singlee baseado em hip-hop e abordagem de samples orientada pelo produtor do R&B contemporâneo. Eles também infundem jazz, funk e elementos musicais africanos em R&B. Em seu livro Rythmic in the Age of Digital Reproduction, a escritora de música Anne Danielsen escreveu que a neo soul no final dos anos 90 exibiu um desenvolvimento musical que fazia parte de "um aumento notável na experimentação e manipulação de grooves dos músicos no movimento microrrítmico", isto é, o nível na música tocada que geralmente é entendida em termos de fraseado e tempo.
Observando que a maioria dos artistas do gênero são cantores e compositores, os escritores veem seu conteúdo lírico como mais "consciente" e com uma gama mais ampla do que a maioria dos outros artistas de R&B. AllMusic chama isso de "aproximadamente análogo ao R&B contemporâneo". Dimitri Ehrlich, da Vibe, disse que eles "enfatizam uma mistura de R&B elegante com tons de jazz e hip hop moderado, com uma abordagem profundamente idiossincrática e profundamente pessoal do amor e da política". Os escritores de música observaram que os artistas de neo soul são predominantemente femininos, o que contrasta com a presença marginalizada de mulheres no hip hop e no R&B. Jason Anderson, da CBC News, chamou o neo soul de uma alternativa "sinuosa, manhosa, mas descaradamente sincera" e "tipo de refúgio para os ouvintes desanimados pelo hedonismo dos principais hip-hop e geleias de clubes" Os artistas de soul neo são frequentemente associados a estilos de vida e modas alternativos, incluindo alimentos orgânicos, incenso e gorros.
De acordo com o escritor de música Peter Shapiro, o termo em si se refere a um estilo musical que obtém sua influência de estilos mais antigos de R&B, e músicos boêmios que buscam um reavivamento da alma, enquanto se diferenciam dos sons mais contemporâneos de seus principais concorrentes de R&B. Em um artigo de 1998 sobre o neo soul, o jornalista da Time Christopher John Farley escreveu que cantores como Hill, D'Angelo e Maxwell "compartilham uma vontade de desafiar a ortodoxia musical". Miles Marshall Lewis comentou que a neo soul dos anos 90 "devia sua razão de ser às superstars de soul dos anos 70, como Marvin Gaye e Stevie Wonder", acrescentando que "em conjunto, Erykah Badu e D'Angelo cobriam regularmente Chaka Khan, o Ohio Players, e Al Green, para tornar a linhagem cristalina." Ao citar Tony! Toni! Toné! como progenitores do gênero, Tony Green, do Vibe, viu que o grupo foi pioneiro no "som híbrido digital-analógico" do neo soul e "atualizou dramaticamente o terreno baldio digitalizado que era R&B no final dos anos 80". Os artistas de neo soul durante os anos 90 foram fortemente inspirados pelo som eclético e pela instrumentação suave do trabalho colaborativo de Gil Scott-Heron e Brian Jackson na década de 1970. All About Jazz citou Jackson como "um dos primeiros arquitetos" do som e seu trabalho inicial com Scott-Heron como "uma pedra de Rosetta musical e inspiração para o movimento neo-soul"